# Чоротега
Чоротега (также известен как манге или монимбо) — мёртвый язык индейского населения Гондураса, Коста-Рики и Никарагуа. Относится к ото-мангской семье языков. Численность народа чоротега составляет около 18 тыс. человек.
Несмотря на то, что большинство ото-мангских языков распространены на территории Мексики, чоротега, также как и мёртвые языки чьяпанек и субтиаба, были распространены значительно южнее.
Скорее всего, чоротега также происходят из центральной Мексики, однако ещё задолго до прихода европейцев, они были вытеснены из этого региона ацтекскими народами. Терренс Кауфман считает, что чоротега некогда проживали в городе Чолула.
Несмотря на утерю языка и значительной части культуры, чоротега Коста-Рики сохранили многие гончарные техники и стили.

## Фонетика
Точная фонетика языка не установлена, так как большинство данных, дошедших до нас, не были собраны на высоком профессиональном уровне. Списки слов зачастую собирались путешественниками, родным языком которых был испанский, о звуках чоротега они имели весьма скудное представление.